# Catherine Rivet
| Catherine Rivet                           | Catherine Rivet                                    |
| Kattints az alábbi külső linkek egyikére! | Kattints az alábbi külső linkek egyikére!          |
| ----------------------------------------- | -------------------------------------------------- |
| Nem található szabad kép.(?)              |                                                    |
| külső link · jogvédett                    | Anne-Marie szerepében az „Emmanuelle-2”-ben (1975) |

Catherine Rivet (Párizs, 1958–) francia erotikus színésznő, fotómodell, majd kereskedő, üzletasszony, regionális politikus. 1975-ben Francis Giacobetti rendező Emmanuelle 2. c. filmjének egyik főszerepében debütált. Rövid filmes pályafutása alatt összesen két játékfilmben szerepelt. 1977 után végleg elhagyta a filmipart. Tanulmányainak végeztével az 1990-es években vállalkozóvá vált és politikusi pályára lépett.

## Életpályája

### Rövid színésznői működése
1975-ben Catherine Rivet mindössze 17 éves volt, amikor Francis Giacobetti rendezőtől megkapta első filmszerepét az Emmanuelle 2. c. erotikus játékfilmben. Két igen hosszú, érzékiségtől fűtött jelenetben szerepelt, mindkettőben meztelenül, a film híressé vált masszázs-szalon jelenetében és a film legvégén, a háromszemélyes szexjelenetben, ahol Anne-Marie (a film története szerint) végre eljut szüzességének rég áhított elvesztéséig. Catherine színészpartnerei két ismert sztár, Umberto Orsini és Sylvia Kristel, és egy újonc sztárjelölt, Laura Gemser voltak.
Partnernői később filmes világkarriert futottak be, szexistennőkké váltak. Velük ellentétben Catherine Rivet nem folytatta filmes pályafutását, a hamvas szépségét méltató (színésznői talentumáról azonban visszafogottan nyilatkozó) kritikusok őszinte sajnálatára.
1977-ben, 19 évesen kapott egy kisebb szerepet Naceur Ktari tunéziai származású rendező Nagykövetek című filmdrámájában. Ennek története Párizs 18. kerületében játszódik, ahol a főváros átlagánál kétszerte magasabb a bevándorlók – főleg a magribi régióból és Fekete-Afrikából jöttek – száma, virágzik a drogkereskedelem. A film a bevándorlók és az őslakos párizsiak (köztük Catherine) napi konfliktusait mutatja be. 1976-ban díjat kapott a Karthágói Mozinapok (Journées cinématographiques de Carthage) és a Locarnói Nemzetközi Filmfesztiválon, majd 1978-ban a Cannes-i nemzetközi Filmfesztiválon is. 1982-ben még kapott egy kis névtelen mellékszerepet Philippe Clair Plus beau que moi, tu meurs című vigjátékában. Ez volt Catherine Rivet utolsó filmje, ezután végleg felhagyott a filmezéssel.

### Politikusi pályája
Iskolai tanulmányainak végeztével a ruházati és cipő-kiskereskedelemben dolgozott, férjhez ment, Catherine Rivet-Jolin néven 1995-ben átvette a családi üzlet vezetését Aix-en-Provence-ban. 2002-ben megnyitotta saját üzletét Perpignanban. Szerepet vállalt az aix-en-provence-i kereskedők érdekvédelmi szövetségében, az APACÁ-ban, amelynek elnökévé választották. Beválasztották a Pays d’Aix agglomerációs közösség Kereskedelmi és Iparkamarájának vezetőségébe (Chambres de Commerce et d’Industrie, CCI), a kamara elnökének második helyettese lett. Közéleti szerepet is vállalt, Aix-en-Provence város küldötteként beválasztották Pays d'Aix övezet közgyűlésébe, itt alelnökségig vitte. Városi tanácsnok lett (conseillère municipale), tagja lett a piacokat és vásárokat felügyelő bizottságnak (foires et marchés). A 2010-es regionális választásokon a konzervatív UMP pártszövetség Bouches-du-Rhône megyei jelöltlistáján a 46. helyen szerepelt, az Új Centrum (Nouveau Centre) nevű párt színeiben.

## Filmjei
- 1975: Emmanuelle 2. (Emmanuelle l’antivierge), Anne-Marie szerepében, rendező Francis Giacobetti.[20]
- 1977: Nagykövetek (Les ambassadeurs), Catherine szerepében, rendező Naceur Ktari.[21]
- 1982: Plus beau que moi, tu meurs (névtelen)